# 북바위산
북바위산(北-山)은 대한민국 충청북도 충주시와 제천시에 걸쳐 있는 높이 772m의 한국의 화강암 산이다. 산 이름은 지릅재에서 북쪽에 위치한 바위산이라는 이유도 있지만 주민들에 의하면 산자락에 타악기인 북(鼓)을 닮은 거대한 기암이 있어 북바위산이라 한다고 한다.

## 같이 보기
- 한국의 산
- 한국의 화강암
- 충주시의 지질
- 제천시의 지질